# Comuna Trnovec Bartolovečki, Varaždin
Trnovec Bartolovečki este o comună în cantonul Varaždin, Croația, având o populație de 6.884 de locuitori (2011).

## Demografie
Componența etnică a comunei Trnovec Bartolovečki
     Croați (99,27%)
     Necunoscut (0,03%)
     Neclasificat (0,54%)
Componența confesională a comunei Trnovec Bartolovečki
     Catolici (97,53%)
     Fără religie și atei (1,16%)
     Necunoscută (0,67%)
     Alte religii (0,64%)
Conform recensământului din 2011, comuna Trnovec Bartolovečki avea 6.884 de locuitori. Din punct de vedere etnic, majoritatea locuitorilor (99,27%) erau croați. Apartenența etnică nu este cunoscută în cazul a 0,03% din locuitori. Din punct de vedere confesional, majoritatea locuitorilor (97,53%) erau catolici, cu o minoritate de persoane fără religie și atei (1,16%). Pentru 0,67% din locuitori nu este cunoscută apartenența confesională.